# Laic
Laic (din latină laicus) este termenul care desemnează pe cei care nu fac parte din cler și, prin extensie, tot ce nu ține de biserică; care este independent față de confesiunile religioase.